# Пюизё-ан-Рец
Пюизё-ан-Рец (фр. Puiseux-en-Retz) — коммуна во Франции, находится в регионе Пикардия. Департамент коммуны — Эна. Входит в состав кантона Вилле-Котре. Округ коммуны — Суассон.
Код INSEE коммуны — 02628.

## Население
Население коммуны на 2010 год составляло 217 человек.
| 1962 | 1968 | 1975 | 1982 | 1990 | 1999 | 2010 |
| ---- | ---- | ---- | ---- | ---- | ---- | ---- |
| 131  | 141  | 120  | 143  | 229  | 234  | 217  |

## Экономика
В 2010 году среди 156 человек трудоспособного возраста (15—64 лет) 117 были экономически активными, 39 — неактивными (показатель активности — 75,0 %, в 1999 году было 68,5 %). Из 117 активных жителей работали 105 человек (59 мужчин и 46 женщин), безработных было 12 (4 мужчины и 8 женщин). Среди 39 неактивных 9 человек были учениками или студентами, 16 — пенсионерами, 14 были неактивными по другим причинам.